# Праздники Маврикия
Главный праздник в Маврикие — 12 марта, День Независимости. Всего в стране 15 государственных праздников, даты 7 из которых фиксированы (Новый год — 1 и 2 января, День отмены рабства — 1 февраля, 12 марта, День труда — 1 мая, Годовщина прибытия наёмных работников — 2 ноября и католическое Рождество — 25 декабря), а остальные являются «плавающими».
Помимо названных, в стране празднуется ряд индуистских праздников (Великая ночь Шивы, Праздник Ганеши, Дивали), мусульманских праздников (ураза-байрам), праздник Кавади.